# Distretto di Socota
Il distretto di Socota è uno dei quindici distretti  della provincia di Cutervo, in Perù. Si trova nella regione di Cajamarca e si estende su una superficie di 134,83 chilometri quadrati.

Istituito il 5 febbraio 1875, ha per capitale la città di Socotá; al censimento 2005 contava 11.297 abitanti.